# Каган-Шабшай, Мария Лазаревна
Мария Лазаревна Каган-Шабшай (1890, Петербург — апр. 1983, Париж) — искусствовед.
Дочь присяжного поверенного Лазаря Авербуха и Рахили Биск. Детство и юность провела в С.-Петербурге. В 1908 окончила с золотой медалью гимназию Л. С. Таганцевой и поступила на историко-филологический факультет Высших женских (Бестужевских) курсов. В 1916, по окончании курсов, побывала в США для ознакомления с практической постановкой библиотечного дела в Америке. Преподавала всеобщую историю в гимназии Н. М. Стоюниной, которая в 1918 была превращена в 10-ю советскую школу; вела факультативные уроки по изобразительному искусству и архитектуре старинных итальянских городов. В 1918—1921 служила на разных должностях в бывшей Императорской публичной библиотеке (ныне РНБ), некоторое время работала в Эрмитаже.
Вышла замуж за инженера-технолога Александра Фабиановича Каган-Шабшая (его брат Яков — выдающийся инженер-электротехник, собиратель еврейской живописи, один из первых покупателей работ М. З. Шагала). С 1923 неоднократно выезжала за границу в связи с командировками мужа. Была в Германии, Англии, Франции.
Мария Каган-Шабшай и Александр Фабианович Каган-Шабшай уехали из России в 1927 в Париж. У них была в Париже квартира, автомобиль и фотографический аппарат. Они любили путешествовать по Европе и фотографировать друг друга на фоне домов, пляжей, городов, кафе.
В эмиграции занялась живописью. Участвовала в салоне Тюильри (1937–1937). В 1945 провела персональную выставку гуашей в галерее K. Granoff, в 1955 – в галерее M. Bernheim.
В 1948 стала одним из основателей и первым хранителем Музея еврейского искусства и истории в Париже (первоначальное название Archives et Musee d’Art Populaire Juif), с выходом на пенсию в 1974 была удостоена звания Почетного хранителя музея. Награждена Медалью города Парижа.